# Argasunya
Argasunya is een bestuurslaag in het regentschap Kota Cirebon van de provincie West-Java, Indonesië. Argasunya telt 17.297 inwoners (volkstelling 2010).